# Uranometra
Uranometra là một chi bướm đêm thuộc phân họ Drepaninae.